# Љуботен (Штип)
Љуботен (мкд. Љуботен) је насеље у Северној Македонији, у средишњем делу државе. Љуботен је село у саставу општине Штип.

## Географија
Љуботен је смештен у средишњем делу Северне Македоније. Од најближег града, Штипа, насеље је удаљено 12 km југоисточно.
Насеље Љуботен се налази у историјској области Јуруклук. То је побрђе које чини западну претходницу планине Плачковице. Јужно од насеља тече речица Крива Лакавица. Надморска висина насеља је приближно 550 метара.
Месна клима је умерено континентална.

## Становништво
Љуботен је према последњем попису из 2002. године имао 41 становника.
Већинско становништво су етнички Македонци (100%).
Претежна вероисповест месног становништва је православље.